# Sonnay
Sonnay és un municipi francès situat al departament de la Isèra i a la regió d'Alvèrnia-Roine-Alps. L'any 2007 tenia 1.246 habitants.

## Demografia

### Població
El 2007 la població de fet de Sonnay era de 1.246 persones. Hi havia 451 famílies de les quals 89 eren unipersonals (23 homes vivint sols i 66 dones vivint soles), 152 parelles sense fills, 202 parelles amb fills i 8 famílies monoparentals amb fills.
La població ha evolucionat segons el següent gràfic:
Habitants censats

### Habitatges
El 2007 hi havia 503 habitatges, 467 eren l'habitatge principal de la família, 27 eren segones residències i 9 estaven desocupats. 489 eren cases i 10 eren apartaments. Dels 467 habitatges principals, 415 estaven ocupats pels seus propietaris, 47 estaven llogats i ocupats pels llogaters i 5 estaven cedits a títol gratuït; 1 tenia una cambra, 5 en tenien dues, 33 en tenien tres, 108 en tenien quatre i 320 en tenien cinc o més. 395 habitatges disposaven pel capbaix d'una plaça de pàrquing. A 162 habitatges hi havia un automòbil i a 269 n'hi havia dos o més.

### Piràmide de població
La piràmide de població per edats i sexe el 2009 era:
| Homes | Edats   | Dones |
| ----- | ------- | ----- |
| 0     | 95 o +  | 4     |
| 0     | 90 a 94 | 4     |
| 8     | 85 a 89 | 8     |
| 0     | 80 a 84 | 20    |
| 20    | 75 a 79 | 12    |
| 24    | 70 a 74 | 44    |
| 12    | 65 a 69 | 12    |
| 8     | 60 a 64 | 20    |
| 24    | 55 a 59 | 20    |
| 32    | 50 a 54 | 36    |
| 44    | 45 a 49 | 40    |
| 24    | 40 a 44 | 32    |
| 56    | 35 a 39 | 48    |
| 32    | 30 a 34 | 40    |
| 24    | 25 a 29 | 20    |
| 36    | 20 a 24 | 4     |
| 36    | 15 a 19 | 20    |
| 28    | 10 a 14 | 44    |
| 40    | 5 a 9   | 44    |
| 32    | 0 a 4   | 32    |

## Economia
El 2007 la població en edat de treballar era de 807 persones, 591 eren actives i 216 eren inactives. De les 591 persones actives 553 estaven ocupades (308 homes i 245 dones) i 38 estaven aturades (8 homes i 30 dones). De les 216 persones inactives 70 estaven jubilades, 73 estaven estudiant i 73 estaven classificades com a «altres inactius».

### Ingressos
El 2009 a Sonnay hi havia 483 unitats fiscals que integraven 1.341,5 persones, la mediana anual d'ingressos fiscals per persona era de 18.575 €.

### Activitats econòmiques
Dels 57 establiments que hi havia el 2007, 1 era d'una empresa alimentària, 4 d'empreses de fabricació d'altres productes industrials, 16 d'empreses de construcció, 12 d'empreses de comerç i reparació d'automòbils, 5 d'empreses de transport, 3 d'empreses d'hostatgeria i restauració, 1 d'una empresa d'informació i comunicació, 1 d'una empresa financera, 3 d'empreses immobiliàries, 7 d'empreses de serveis, 2 d'entitats de l'administració pública i 2 d'empreses classificades com a «altres activitats de serveis».
Dels 19 establiments de servei als particulars que hi havia el 2009, 3 eren tallers de reparació d'automòbils i de material agrícola, 4 paletes, 1 guixaire pintor, 4 fusteries, 2 electricistes, 3 restaurants, 1 agència immobiliària i 1 saló de bellesa.
Dels 3 establiments comercials que hi havia el 2009, 1 era una fleca, 1 una botiga de mobles i 1 una floristeria.
L'any 2000 a Sonnay hi havia 37 explotacions agrícoles que ocupaven un total de 836 hectàrees.

## Equipaments sanitaris i escolars
El 2009 hi havia una escola elemental.

## Poblacions més properes
El següent diagrama mostra les poblacions més properes.